# Betraying the Martyrs
Betraying the Martyrs es una banda francesa de metalcore con tintes de metal sinfónico y metal progresivo proveniente de la París formada en el año 2008. Han lanzado un EP y cuatro álbumes de larga duración hasta el momento. Breathe In Life lanzado el 20 de septiembre de 2011, Phantom lanzado el 20 de julio de 2014, The Resilient lanzado el 27 de enero de 2017, y Rapture, lanzado el 13 de septiembre de 2019.

## Historia

### Formación yThe Hurt The Divine The Light(2008-2010)
Betraying the Martyrs fue fundada en París en 2008. Antes de formar Betraying the Martyrs, el vocalista Eddie Czaicki se encontraba tocando en la banda francesa de metalcore Darkness Dynamite. Guillet era vocalista y tecladista en la banda de post-hardcore The Beverly Secret. Vigier y D'Angelo eran parte de la banda de metalcore Black Curtains. Con la alineación original Eddie Czaicki (voz), Victor Guillet (segunda voz, teclados), Antoine Salin (batería), Fabien Clévy (guitarra) y Valentin Hauser (bajo) el 18 de noviembre de 2009 lanzaron su primer EP The Hurt The Divine The Light. El EP vendió más de 2,000 copias en Francia únicamente.
Su primera gira fue el The Survivors Tour en 2010, junto a bandas como Whitechapel, Dark Funeral, Darkness Dynamite, A Skylit Drive, Adept, Despised Icon, Dance Gavin Dance, While She Sleeps y Shadows Chasing Ghosts. En ese mismo tour, la banda conoce al británico Aaron Matts quien posteriormente reemplazaría a Eddie Czaicki como vocalista. Czaicki optó por abandonar la banda para enfocarse en su carrera de artista. El 10 de septiembre de 2009 la banda lanza el vídeo Betraying the Idol donde muestran una parodia del famoso programa American Idol para anunciar la salida de Eddie y presentar a Matts como nuevo integrante.

### Breathe In Life(2011-2012)
En 2011, la banda comienza a grabar su primer álbum de larga duración, posteriormente firman con las discográficas Sumerian Records para distribuir el nuevo material en Norteamérica y Listenable Records para el resto del mundo, principalmente en Europa.
El 4 de septiembre de 2011, la banda lanza su primer vídeo musical de su sencillo promocional Man Made Disaster perteneciente a su álbum debut Breathe In Life. El 23 de septiembre de 2011, la banda lanza su álbum debut titulado Breathe In Life. El álbum fue producido en el estudio de la banda y mezclado por Charles J Wall en los estudios Sonic Assault, la portada del álbum fue creada por el bajista Valentin Hauser. La temática del álbum es la vida, esperanza y relaciones interpersonales.
Entre abril y mayo de 2011, la banda realiza la gira "Breathe In Life Tour", para promocionar su álbum debut. La gira incluyó ciudades de Alemania, Rusia, Ucrania, Polonia, República Checa, Suiza, Austria, Luxemburgo, Bélgica, Francia, Países Bajos y el Reino Unido. Las bandas invitadas para la gira fueron My Autumn de Rusia y Despite My Deepest Fear de Inglaterra. Más tarde ese año, la banda va de gira por los Estados Unidos con Born Of Osiris, Veil Of Maya, Carnifex y Structures. El 11 de noviembre de 2011 la banda lanza el vídeo musical de la canción Tapestry of Me el cual fue grabado durante el tour The Discovery en Estados Unidos con Born Of Osiris.
Breathe In Life fue muy aclamado en Europa comparado con otros álbumes del género. La revista francesa Guitarist Mag nombró al álbum número 2 del "Top 5 álbumes de 2011" (después de TH1RT3EN de Megadeth) y mejor "Novato del Año" en la categoría Hard Metal. Gibson nombró al álbum en el artículo "Diez bandas de metal para escuchar este verano" en 2012 seguido por bandas como Asking Alexandria y Five Finger Death Punch.
En mayo de 2012, Antoine decidió abandonar la banda, posteriormente fue reemplazado por el baterista ruso Mark Mironov quien era integrante de la banda de deathcore My Autumn.

### Phantom(2013-2016)
La banda entró al estudio después de la gira con Asking Alexandria en Europa; La banda dijo que esperan que el nuevo álbum sea lanzado en 2014. El 10 de diciembre de 2013, a través de su página de Facebook, la banda anunció que habían terminado de grabar su nuevo álbum. El 23 de mayo de 2014, la banda anunció el título de su segundo álbum Phantom, el cual será lanzado el 15 de julio de 2014.
El primer sencillo de Phantom fue Where The World Ends, canción que fue lanzada el 28 de mayo a través de un vídeo lírico en el canal de YouTube de Sumerian Records. La banda estrenó el segundo sencillo del álbum, cuyo título es Jigsaw, fue estrenado en streaming también en un vídeo lírico en el canal de su discográfica.
La banda participó en el prestigioso festival Summer-Breeze de Alemania en Dinkelsbühl en agosto de 2015.

### The Resilient(2017-2019)
Lanzado el 27 de enero de 2017, Cuenta con los sencillos "The Great Disillusion", "Lost For Words" y "Won´t Back Down", el éxito de este disco los llevó a presentarse en el Hellfest en su edición del 2017, siendo su segunda vez en dicho escenario. The Resilient es el primer disco que cuenta con el baterista Boris Le Gal como reemplazo de Mark Mironov, y el último del guitarrista Lucas D'Angelo, quien dejó la banda para dedicarse a otros proyectos musicales. 

### Rapture(2019-presente)
Lanzado el 13 de septiembre de 2019, siendo este el trabajo más obscuro y pesado de la banda, con 2 sencillos hasta el momento, los que son "Eternal Machine" y "Parasite" en este álbum se muestra un gran trabajo vocal por parte de Aaron Matts, también es el primer disco que cuenta con el guitarrista Steeves Hostin, poco antes del lanzamiento del disco, en plena gira, la banda sufrió un accidente, un incendio que destruyó la camioneta que los transportaba, ningún miembro de la banda salió herido, pero perdieron todas sus pertenencias personales, equipos, instrumentos, y la merch publicitaria del disco, la banda supo reponerse y esto no retrasó su lanzamiento.

## Integrantes

### Miembros actuales
- Victor Guillet - teclado, sintetizador, voz (ex The Beverly Secret) (2008–presente)
- Steeves Hostin - guitarra, coros (2018–presente)
- Baptiste Vigier - guitarra (ex Black Curtains) (2008–presente)
- Valentin Hauser - bajo (ex Beyond The Dust) (2008–presente)
- Boris Le Gal - batería (2016-presente) (Chimp Spanner, NeonFly)
- Rui Martins - voz

### Miembros anteriores
- Eddie Czaicki  - voz gutural (ex Darkness Dynamite) (2008–2010)
- Fabien Clévy - guitarra (ex The Bridal Procession, Eternal Redeemers) (2008–2010)
- Antoine Salin - batería (2008–2012)
- Mark Mironov - batería, percusión (ex My Autumn) (2012–2016)
- Lucas D'Angelo - Guitarra Coros (ex Black Curtains) (2010-2018)

Cronología

## Discografía

### Álbumes de estudio
- Breathe In Life (20 de septiembre de 2011)
- Phantom (15 de julio de 2014)
- The Resilient (27 de enero de 2017)
- Rapture (13 de septiembre de 2019)

### EP
- The Hurt The Divine The Light (18 de noviembre de 2009)

### Sencillos
- Survivor (cover de Destiny's Child) (2010)
- Man Made Disaster (2011)
- Tapestry Of Me (2011)
- "Because Of You" (2011)
- "Let It Go" (Cover del soundtrack de la película Frozen) (2014)
- Where The World Ends (2014)
- Jigsaw (2014)
- "The Great Disillusion" (2017)
- "Lost For Words" (2017)
- "Won´t Back Down" (2017)
- "Eternal Machine" (2019)
- "Parasite" (2019)

## Videografía
| Título                 | Director      | Álbum           | Año  |
| ---------------------- | ------------- | --------------- | ---- |
| Tapestry of Me         | Gas Carpenter | Breathe In Life | 2011 |
| Man Made Disaster      | Thomas Welsh  | Breathe In Life | 2011 |
| Let It Go              | -             | Phantom         | 2014 |
| "The Great Disillusion |               | The Resilient   | 2016 |
| "Lost For Words        |               | The Resilient   | 2016 |